# Eustache de Lévis
Eustache de Lévis (?, c. 1447 - Roma, 22 de abril de 1489) fue un eclesiástico francés, arzobispo de Arlés.

## Biografía
Nacido cerca del año 1447, fue el tercero de los doce hijos de Eustache de Lévis, barón de Quélus, y de Adelaïde de Cusan, hija a su vez de Guy Cusan, que fue gran maestre de Carlos IV.
Era protonotario apostólico cuando en 1475 murió su hermano mayor Philippe, que era arzobispo de Arlés y abad comendatario de Montmajour, y el papa Sixto IV le nombró su sucesor en ambos cargos.  
En enero del año siguiente tomó posesión de la sede.   
En 1481 se trasladó a Roma, donde fue maestro de ceremonias de Sixto IV y prelado asistente de Inocencio VIII.
Aquejado del mismo humor melancólico que su hermano Philippe, falleció en Roma a los cuarenta y dos años de edad. Fue sepultado en la tumba de su hermano en la Basílica de Santa María la Mayor de esta misma ciudad.